# Туулимяе (озеро)
Ту́улимяе (ест. Tuulõmäe lump) — штучне озеро в Естонії, у волості Вастселійна повіту Вирумаа.

## Розташування
Туулимяе належить до Чудського суббасейну Східноестонського басейну.
Озеро лежить на захід від села Капера.

## Опис
Загальна площа озера становить 1,4 га. Довжина берегової лінії — 683 м.